# Santa Magdalena de Pulpis
Santa Magdalena de Pulpis – gmina w Hiszpanii, w prowincji Castellón, we wspólnocie autonomicznej Walencja, o powierzchni 66,49 km². W 2011 roku liczyła 876 mieszkańców.